# Walsh Bluff
Das Walsh Bluff ist ein Felsenkliff nördlich der Mündungszone des Abbotsmith-Gletschers auf der Westseite der Heard-Insel im südlichen Indischen Ozean. 
Kartografiert wurde es im Jahr 1948 von Teilnehmern der Australian National Antarctic Research Expeditions. Die Australian Nature Conservation Agency (ANCA) benannte es nach dem Meteorologen J. E. Walsh, der im Rahmen der Expeditionen 1950 und 1954 auf der Insel stationiert war und sich dort 1951 um mitgeführte Schlittenhunde kümmerte.